# Episodi de L'amore e la vita - Call the Midwife (sesta stagione)
La sesta stagione della serie televisiva L'amore e la vita - Call the Midwife è stata trasmessa dal 22 gennaio al 12 marzo 2017 su BBC One, preceduta il 25 dicembre 2016 dallo Speciale Natalizio.
In Italia la stagione è andata in onda sul canale satellitare Sky Serie dal 22 luglio al 12 agosto 2023, preceduta il 15 luglio dello stesso anno dallo Speciale Natalizio.
| nº | Titolo                  | Prima TV UK      | Prima TV Italia |
| -- | ----------------------- | ---------------- | --------------- |
| CS | Speciale Natalizio 2016 | 25 dicembre 2016 | 15 luglio 2023  |
| 1  | Episodio 1              | 22 gennaio 2017  | 22 luglio 2023  |
| 2  | Episodio 2              | 29 gennaio 2017  | 22 luglio 2023  |
| 3  | Episodio 3              | 5 febbraio 2017  | 29 luglio 2023  |
| 4  | Episodio 4              | 12 febbraio 2017 | 29 luglio 2023  |
| 5  | Episodio 5              | 19 febbraio 2017 | 5 agosto 2023   |
| 6  | Episodio 6              | 26 febbraio 2017 | 5 agosto 2023   |
| 7  | Episodio 7              | 5 marzo 2017     | 12 agosto 2023  |
| 8  | Episodio 8              | 12 marzo 2017    | 12 agosto 2023  |